# クレア・ウィンザー
クレア・ウィンザー（Claire Windsor, 1892年4月14日 - 1972年10月24日）は、アメリカの女優。サイレント映画時代に活動した。

## 来歴
カンザス州フィリップス郡出身。1920年の "To Please One Woman" でデビュー。1972年に心臓マヒで死去。

## 出演
- 風雲のゼンダ城 Rupert of Hentzau （1923年）